# Danh sách di sản thế giới tại Thổ Nhĩ Kỳ

Di sản thế giới của UNESCO là nơi quan trọng đối với các tài sản văn hóa và thiên nhiên được mô tả trong Công ước Di sản thế giới vào năm 1972. Thổ Nhĩ Kỳ đã cấp nhận công ước vào ngày 16 tháng 3 năm 1983 và từ đó đến nay, các tài sản đủ điều kiện để được đưa vào Danh sách Di sản thế giới. Tính đến nay, Thổ Nhĩ Kỳ hiện có 17 di sản thế giới gồm 2 di sản hỗn hợp và 16 di sản văn hóa. Hai di sản hỗn hợp là Vườn quốc gia Göreme và khu núi đá Cappadocia và Hierapolis-Pamukkale.
Các địa điểm đầu tiên được UNESCO công nhận tại Thổ Nhĩ Kỳ là Nhà thờ Hồi giáo và Bệnh viện Divriği, Các công trình lịch sử của Istanbul, Vườn quốc gia Göreme và khu núi đá Cappadocia là ba địa danh được ghi vào danh sách tại phiên hợp thứ 9 của Ủy ban Di sản thế giới diễn ra tại Paris, Pháp vào năm 1985. Trong khi đó, địa danh mới đây nhất được công nhận là Göbekli Tepe được công nhận vào năm 2018.

## Danh sách
Dưới đây là danh sách di sản thế giới tại Thổ Nhĩ Kỳ, bao gồm các thông tin về tên chính thức, vị trí, tiêu chuẩn, diện tích, năm công nhận và mô tả khái quát về di sản.
| Di sản                                                   | Hình ảnh | Vị trí                                                      | Tiêu chuẩn                    | Diện tích ha (Mẫu Anh) | Năm  | Mô tả |
| -------------------------------------------------------- | -------- | ----------------------------------------------------------- | ----------------------------- | ---------------------- | ---- | --- |
| Aphrodisias                                              |          | Aydın 37°42′30″B 28°43′25″Đ / 37,70833°B 28,72361°Đ         | Văn hóa: (ii)(iii)(iv)(vi)    | 152 (380)              | 2017 | Di chỉ này bao gồm phần chính là thành phố Aphrodisias (có đền Aphrodite thế kỷ thứ 3) và các mỏ đá cẩm thạch cổ gần đó, nơi đã đem lại sự giàu có cho thành phố Hy Lạp cổ đại này. |
| Di chỉ khảo cổ Ani                                       |          | Kars 40°30′0″B 43°34′0″Đ / 40,5°B 43,56667°Đ                | Văn hóa: (ii)(iii)(iv)        | 251 (620)              | 2016 | Nằm ở biên giới Thổ Nhĩ Kỳ-Armenia, thành phố thời Trung cổ Ani đã đạt đến thời kỳ hoàng kim vào thế kỷ 10 và 11 như thủ đô của Bagratid Armenia, trước khi đi xuống từ thế kỷ 14, sau cuộc xâm lược Mông Cổ và một trận động đất lớn. |
| Di chỉ khảo cổ Troy                                      |          | Çanakkale 39°57′23″B 26°14′20″Đ / 39,95639°B 26,23889°Đ     | Văn hóa: (ii)(iii)(vi)        | 158 (390)              | 1998 | Có niên đại trong hơn bốn thiên niên kỷ trước và có ảnh hưởng quan trọng tới sử thi Iliad của Homer và Aeneis của Virgil, Troy đã được tái phát hiện bởi Heinrich Schliemann vào cuối thế kỷ 19, và kể từ đó đã trở thành một trong những địa điểm khảo cổ nổi tiếng nhất trên thế giới. |
| Bursa và Cumalıkızık: Nơi sinh của Đế chế Ottoman        |          | Bursa 39°57′23″B 26°14′20″Đ / 39,95639°B 26,23889°Đ         | Văn hóa: (i)(ii)(iv)(vi)      | 27 (67)                | 2014 | Bursa là thủ đô đầu tiên của Đế quốc Ottoman vào thế kỷ 14, với quy hoạch đô thị sáng tạo, đã trở thành nguồn tham khảo chính cho các thành phố Ottoman tương lai. Làng Cumalıkızık gần đó điển hình của hệ thống nhà phòng thủ vakıf, cung cấp hỗ trợ cho sự phát triển của thủ đô. |
| Thành phố Safranbolu                                     |          | Karabük 41°15′36″B 32°41′23″Đ / 41,26°B 32,68972°Đ          | Văn hóa: (ii)(iv)(v)          | 193 (480)              | 1994 | Một đường ngang của thương mại, Safranbolu phát triển từ thế kỷ 13. Kiến trúc của nó đã ảnh hưởng lớn đối với phát triển đô thị xuyên suốt Đế chế Ottoman. |
| Pháo đài Diyarbakır và Cảnh quan văn hóa Các vườn Hevsel |          | Diyarbakır 37°54′11″B 40°14′22″Đ / 37,90306°B 40,23944°Đ    | Văn hóa: (iv)                 | 521 (1.290)            | 2015 | Diyarbakır là một thành phố có ý nghĩa quan trọng từ thời Hy Lạp đến nay. Khu vực này bao gồm các bức tường thành của thị trấn Diyarbakır dài 5.800 km, cũng như Các vườn Hevsel, nơi cung cấp thức ăn và nước cho thành phố. |
| Ephesus                                                  |          | İzmir 37°55′45″B 27°21′34″Đ / 37,92917°B 27,35944°Đ         | Văn hóa: (iii)(iv)(vi)        | 663 (1.640)            | 2015 | Thành phố Ephesus của Hy Lạp cổ đã nổi tiếng với một trong bảy kỳ quan của thế giới cổ đại, đền thờ Artemis, hiện đang nằm trong đống đổ nát. Sau khi được kiểm soát bởi người La Mã vào thế kỷ thứ 2 trước Công nguyên, thành phố đã phát triển mạnh mẽ, để lại những công trình kiến trúc như Thư viện Celsus, Nhà Đức Trinh nữ Maria và TVương cung thánh đường Thánh Gioan, trở thành địa điểm hành hương Kitô giáo lớn từ thế kỷ thứ 5. |
| Vườn quốc gia Göreme và khu núi đá Cappadocia            |          | Nevşehir 38°40′0″B 34°51′0″Đ / 38,66667°B 34,85°Đ           | Hỗn hợp: (i)(iii)(v)(vii)     | 9.884 (24.420)         | 1985 | Thung lũng Göremenổi tiếng với cảnh quan vô cùng ấn tượng từ đá. Vùng Cappadocia là phòng trưng bày các ngôi nhà, làng mạc, nhà thờ, thành phố dưới lòng đất như là một trong những ví dụ tuyệt vời về nghệ thuật hậu Byzantine. |
| Nhà thờ Hồi giáo lớn và Bệnh viện Divriği                |          | Sivas 39°22′17″B 38°07′19″Đ / 39,37139°B 38,12194°Đ         | Văn hóa: (i)(iv)              | 2.016 (4.980)          | 1985 | Được thành lập vào đầu thế kỷ 13, khu phức hợp nhà thờ Hồi giáo tại Divriği là một ví dụ độc đáo và nổi bật của kiến trúc Hồi giáo, pha trộn các thiết kế khác biệt và đôi khi là tương phản. |
| Hattusha: Thủ đô của Hittite                             |          | Çorum 40°00′50″B 34°37′14″Đ / 40,01389°B 34,62056°Đ         | Văn hóa: (i)(ii)(iii)(iv)     | 268 (660)              | 1986 | Thủ đô chính thức của Đế chế Hittite với những cổng thành, bảo tàng, cung điện và địa điểm linh thiêng Yazılıkaya gần đó là một trong những di tích cuối cùng về quyền lực thống trị ở Anatolia và miền bắc Syria của đế chế này. |
| Hierapolis-Pamukkale                                     |          | Denizli 37°55′26″B 29°07′24″Đ / 37,92389°B 29,12333°Đ       | Hỗn hợp: (iii)(iv)(vii)       | 1.077 (2.660)          | 1988 | Địa điểm tự nhiên Pamukkale nổi tiếng với phong cảnh nổi bật, bao gồm các thác hóa thạch đá, nhũ đá và bậc thang. Thị trấn Hierapolis gần đó, được thành lập vào cuối thế kỷ thứ 2 trước Công nguyên, chứa nhiều cấu trúc Hy Lạp-La Mã khác nhau bao gồm các đền thờ, nhà tắm, hầm mộ, cũng như các ví dụ về kiến trúc Cơ đốc ban đầu. |
| Khu vực lịch sử của Istanbul                             |          | Istanbul 41°00′30″B 28°58′48″Đ / 41,00833°B 28,98°Đ         | Văn hóa: (iii)(iv)(vii)       | 678 (1.680)            | 1985 | Istanbul là một trung tâm chính trị, tôn giáo và văn hoá lớn trong hơn hai thiên niên kỷ, là thủ đô của đế chế Byzantine và Ottoman. Bức tranh lịch sử của nó bao gồm các kiệt tác như Trường đua Constantinopolis, Hagia Sophia, Nhà thờ Hồi giáo Süleymaniye và Cung điện Topkapı.. chứng tỏ về các công trình kiến trúc vĩ đại của kiến trúc sư qua các thời đại.                                                                         |
| Nemrut Daği                                              |          | Adıyaman 38°02′12″B 38°45′49″Đ / 38,03667°B 38,76361°Đ      | Văn hóa: (i)(iii)(iv)         | 11 (27)                | 1987 | Núi Nemrut là vị trí mà vua Antiochus I (69-34 TCN) của Commagene đã xây dựng ngôi mộ của riêng mình, bao quanh bởi những bức tượng đá khổng lồ và bia đá, khiến nó là một trong những công trình kiến trúc đầy tham vọng nhất thời kỳ Hy Lạp. |
| Địa điểm đồ đá mới của Çatalhöyük                        |          | Konya 37°40′0″B 32°49′41″Đ / 37,66667°B 32,82806°Đ          | Văn hóa: (iii)(iv)            | 37 (91)                | 2012 | Có lịch sử khoảng 7400 - 5200 năm trước Công nguyên, khu vực rộng lớn của Çatalhöyük là một trong số ít ví dụ của một khu định cư thời kỳ đồ đá mới được bảo tồn tốt, với bố trí đô thị, nhà có mái che, bức tranh tường và các cấu trúc khác. |
| Pergamon và Cảnh quan văn hóa đa tầng của nó             |          | İzmir 39°07′33″B 27°10′48″Đ / 39,12583°B 27,18°Đ            | Văn hóa: (i)(ii)(iii)(iv)(vi) | 333 (820)              | 2014 | Được thành lập vào thế kỷ thứ 3 trước công nguyên, đây là thủ đô của triều đại Attalidgiai đoạn Hy Lạp thời kỳ Hy Lạp hóa. Pergamon là một trong những thành phố quan trọng nhất của thế giới cổ đại. Sau khi nằm dưới sự kiểm soát của người La Mã vào năm 133 TCN, thành phố này đã chứng kiến sự phát triển xa hơn. Thư viện Pergamum là thư viện nổi tiếng chỉ đứng sau Alexandria.                                                      |
| Nhà thờ Hồi giáo Selimiye và tổ hợp xã hội của nó        |          | Edirne 41°40′40″B 26°33′34″Đ / 41,67778°B 26,55944°Đ        | Văn hóa: (i)(iv)              | 3 (7,4)                | 2011 | Được xây dựng vào thế kỷ 16, phức hợp của nhà thờ Hồi giáo Selimiye ở Edirne được kiến trúc sư Mimar Sinan coi là kiệt tác của ông và là thành tựu cao nhất của kiến trúc Ottoman. |
| Xanthos-Letoon                                           |          | Antalya và Muğla 36°20′6″B 29°19′13″Đ / 36,335°B 29,32028°Đ | Văn hóa: (ii)(iii)            | 126 (310)              | 1988 | Khu vực bao gồm hai khu định cư lân cận. Xanthos là trung tâm của nền văn minh Lycian, có ảnh hưởng đáng kể đến kiến trúc các thành phố khác trong khu vực, với Đài tưởng niệm Nereid là nguồn cảm hứng trực tiếp cho Lăng mộ của Mausolus ở Caria. Letoon là một trung tâm tôn giáo quan trọng ở Lycia, tại đây có dòng chữ bằng ba thứ tiếng được gọi là ba ngôn ngữ Letoon, cung cấp chìa khóa để giải mã ngôn ngữ Lycian đã tuyệt chủng. |
| Göbekli Tepe                                             |          | Şanlıurfa 37°13′0″B 38°55′21″Đ / 37,21667°B 38,9225°Đ       | Văn hóa: (i)(ii)(iv)          | 126 (310)              | 2018 | Có niên đại từ Thời đồ đá mới tiền gốm A giữa thiên niên kỷ thứ 10 đến 9 TCN, địa điểm này có thể được sử dụng bởi những người săn bắn hái lượm vì mục đích nghi lễ. |

## Danh sách di sản dự kiến
| Tên | Ngày nộp hồ sơ | Tiêu chuẩn     | Tỉnh                               | Hình ảnh |
| --- | -------------- | -------------- | ---------------------------------- | -------- |
| Thành phố cổ Aizanoi                                                                                   | 13/04/2012     | II,IV          | Kütahya                            |          |
| Đảo Akdamar                                                                                            | 13/04/2015     | I,II,III,IV,VI | Van                                |          |
| Tu viện Alahan                                                                                         | 25/02/2000     | I,III,IV       | Mersin                             |          |
| Alanya                                                                                                 | 25/02/2000     | III,IV         | Antalya                            |          |
| Anatolian Seljuks Madrasahs                                                                            | 15/04/2014     | II, IV         | Nhiều nơi tại Thổ Nhĩ Kỳ           |          |
| Thành phố cổ Anazarbus                                                                                 | 15/04/2014     | III,IV,VI      | Adana                              |          |
| Thành phố cổ của Nền văn minh Lycian                                                                   | 06/02/2009     | III,IV         | Antalya và Muğla)                  |          |
| Thành phố cổ Kaunos                                                                                    | 15/04/2014     | I,II,III,IV    | Muğla                              |          |
| Thành phố cổ Korykos                                                                                   | 15/04/2014     | II,III,IV      | Mersin                             |          |
| Thành phố cổ Stratonikeia                                                                              | 13/04/2015     | II, IV         | Muğla                              |          |
| Thành phố cổ Arslantepe                                                                                | 15/04/2014     | II,III,IV      | Malatya                            |          |
| Thành phố cổ Kültepe-Kaneş                                                                             | 14/04/2014     | II,III         | Kayeri                             |          |
| Di chỉ khảo cổ Laodikeia                                                                               | 15/04/2013     | II,III,IV      | Denizli                            |          |
| Di chỉ khảo cổ Perge                                                                                   | 06/02/2009     | II             | Antalya                            |          |
| Di chỉ khảo cổ Sagalassos                                                                              | 06/02/2009     | II, III        | Burdur                             |          |
| Di chỉ khảo cổ Zeugma                                                                                  | 13/04/2012     | II,III,IV      | Gaziantep                          |          |
| Khu vực Trận chiến Çanakkale (Dardanelles) và Gelibolu (Gallipoli) trong Chiến tranh thế giới thứ nhất | 15/04/2014     | VI             | Çanakkale                          |          |
| Eflatun Pınar                                                                                          | 15/04/2014     | III,IV,VI      | Konya                              |          |
| Eshab-ı Kehf Kulliye                                                                                   | 13/04/2015     | III,IV         | Kahramanmaraş                      |          |
| Nhà thờ Hồi giáo Eşrefoğlu                                                                             | 15/04/2011     | II,IV          | Konya                              |          |
| Gordion                                                                                                | 13/04/2012     | II,IV,V        | Ankara                             |          |
| Vườn quốc gia Güllük Dagi-Termessos                                                                    | 25/02/2000     | Hỗn hợp        | Antalya                            |          |
| Tổ hợp Haji Bektash Veli tại Hacıbektaş                                                                | 13/04/2012     | III, IV        | Nevşehir                           |          |
| Harran và Sanliurfa                                                                                    | 25/02/2000     | I,II,III,IV    | Şanlıurfa                          |          |
| Nhà thờ Thánh Pierre, Hatay                                                                            | 15/04/2011     | III,IV         | Hatay                              |          |
| Di tích lịch sử của Niğde                                                                              | 13/04/2012     | II             | Niğde                              |          |
| Thị trấn liên minh lịch sử Mudurnu                                                                     | 13/04/2015     | II,IV          | Bursa                              |          |
| Thị trấn lịch sử Birgi                                                                                 | 13/04/2012     | IV             | İzmir                              |          |
| Cung điện Ishak Pasha                                                                                  | 25/02/2000     | I,III,IV       | Ağrı                               |          |
| Lăng mộ İsmail Fakirullah                                                                              | 13/04/2015     | IV,VI          | Siirt                              |          |
| İznik                                                                                                  | 15/04/2014     | II,III,V       | Bursa                              |          |
| Hồ Tuz SEPA                                                                                            | 15/04/2013     | VII,VIII,X     | Ankara                             |          |
| Hang Karain                                                                                            | 01/02/1994     | III-IV         | Antalya                            |          |
| Kekova                                                                                                 | 25/02/2000     | Mixed          | Antalya                            |          |
| Konya - Thủ đô của nền văn minh Seljuk                                                                 | 25/02/2000     | I, II, IV      | Konya                              |          |
| Nhà thờ Hồi giáo Mahmut Bey                                                                            | 15/04/2014     | II, IV         | Kastamonu                          |          |
| Lâu đài Mamure                                                                                         | 13/04/2012     | IV,V           | Mersin                             |          |
| Cảnh quan văn hóa Mardin                                                                               | 25/02/2000     | II, III, IV    | Mardin                             |          |
| Mausolem và Khu vực thiêng liêng Hecatomnus                                                            | 13/04/2012     | I,III,IV       | Muğla                              |          |
| Thành phố Trung cổ Beçin                                                                               | 13/04/2012     | II             | Muğla                              |          |
| Núi Harşena và Lăng mộ đá của các vị vua Hắc Hải                                                       | 13/04/2015     | III,IV,VII     | Amasya                             |          |
| Miền núi Phrygia                                                                                       | 13/04/2015     | II,III,IV      | Trung tâm phía Tây Thổ Nhĩ Kỳ      |          |
| Địa điểm đô thị lịch sử Odunpazarı                                                                     | 13/04/2012     | III,IV         | Eskişehir                          |          |
| Seljuk Caravanserais trên đường từ Denizli tới Dogubeyazit                                             | 25/02/2000     | II, III, IV    | Nhiều nơi tại Thổ Nhĩ Kỳ           |          |
| Nhà thờ Thánh Nicholas                                                                                 | 25/02/2000     | III,IV         | Antalya                            |          |
| Nhà thờ Thánh Paul và các di tích lịch sử xung quanh (Tarsus)                                          | 25/02/2000     | II,III,IV      | Mersin                             |          |
| Tu viện Sümela (Tu viện của Đức Trinh Nữ Maria)                                                        | 25/02/2000     | I,III,         | Trabzon                            |          |
| Thành phố cổ Sardis và Lydian Tumuli của Bin Tepe                                                      | 15/04/2013     | I,II,III       | Manisa                             |          |
| Nhà hát và Cầu máng nước của Thành phố cổ Aspendos                                                     | 13/04/2015     | I,II,IV        | Antalya                            |          |
| Lăng mộ Ahi Evren                                                                                      | 15/04/2014     | III,VI         | Kırşehir                           |          |
| Cầu của Uzunköprü                                                                                      | 13/04/2015     | III;IV         | Edirne                             |          |
| Mộ đá Ahlat the Urartian và thành lũy Ottoman                                                          | 25/02/2000     | I,III          | Bitlis                             |          |
| Các địa điểm giao dịch và Công sự trên Tuyến đường thương mại Genoese                                  | 15/04/2013     | II,IV          | 7 pháo đài ven biển tại Thổ Nhĩ Kỳ |          |
| Yesemek Quarry và Xưởng điêu khắc                                                                      | 13/04/2012     | II,III         | Gaziantep                          |          |
| Hầm Vespasianus Titus                                                                                  | 15/04/2014     | I,IV           | Hatay                              |          |
| Tổ hợp cung điện Yıldız                                                                                | 13/04/2015     | II,III,IV      | İstanbul                           |          |
| Tổ hợp Nhà thờ Hồi giáo Zeynel Abidin và Nhà thờ Mor Yakup (Thánh Jacob)                               | 15/04/2014     | III,IV         | Mardin                             |          |